# Ménilles

Ménilles este o comună în departamentul Eure, Franța. În 1 ianuarie 2022 avea o populație de 1.722 de locuitori.